# Submarino SM U-20 (1912)

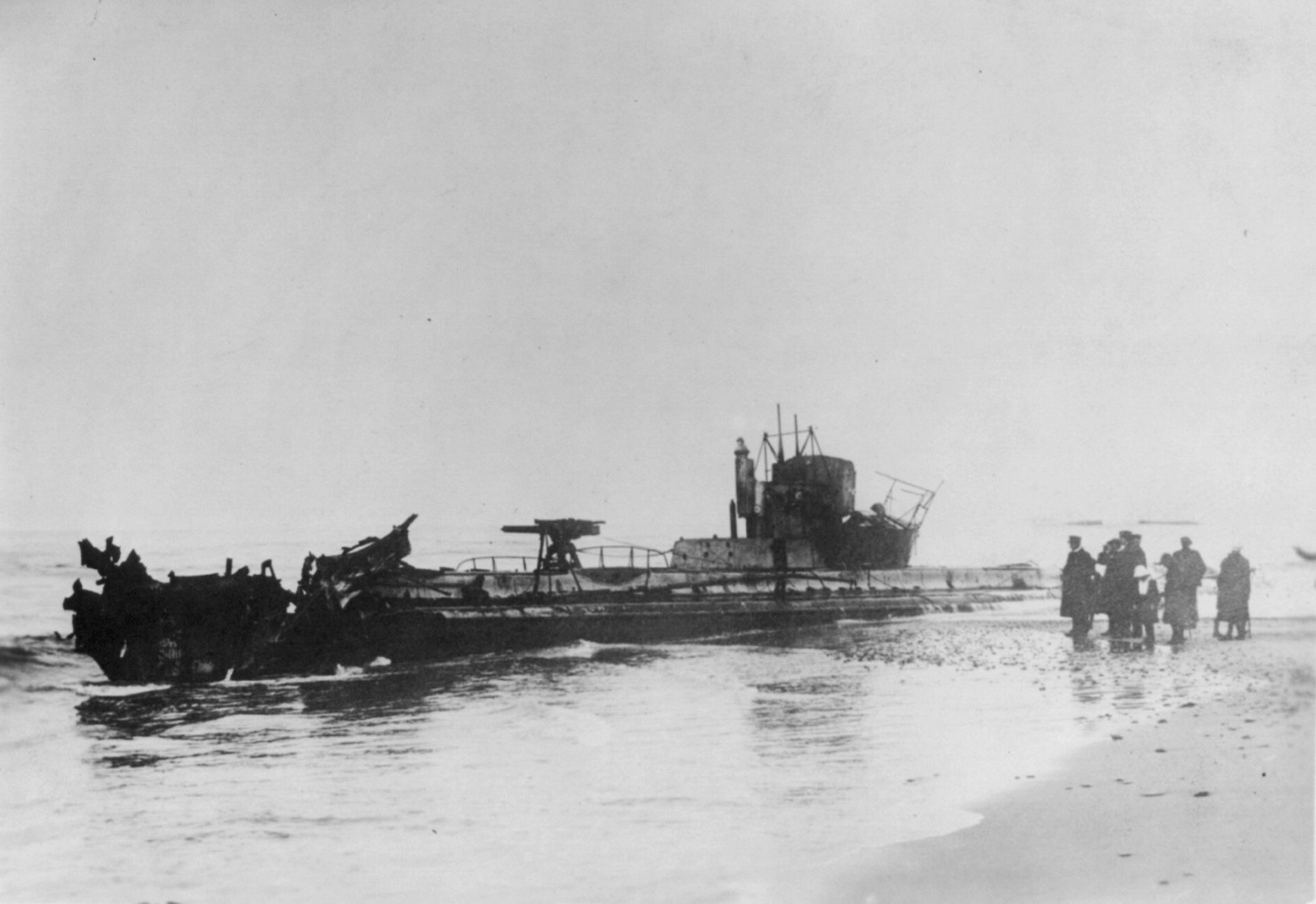
El U 20 embarrancado en la costa danesa, noviembre de 1916.

El SM U-20 de la Kaiserliche Marine (Marina Imperial de Alemania creada tras la formación del Imperio alemán) fue uno de los cuatro submarinos oceánicos del Tipo U-19 (U-19 al U-22), construidos entre 1910 y 1913. 
Como armamento llevaba un cañón de 88 mm en cubierta y cuatro tubos lanzatorpedos, ubicados dos a dos en popa y proa. Iba equipado con seis torpedos tipo G en cada patrulla; una vez agotados, debía regresar. Tuvo dos comandantes: el primero fue Otto Dröscher y el segundo, Walther Schwieger.

## Historial de servicio
Hundió el trasatlántico de la Cunard Steam-Ship Co., Ltd. RMS Lusitania de 30 796 t el 7 de mayo de 1915. El historial del U-20 fue de tan sólo siete patrullas con 31 naves enemigas hundidas, con un registro total de 145 830 t, y dos buques dañados con un total de 2643 t. El 30 de abril de 1916 hundió al buque mercante español Bakio.
Encalló en las costas de Dinamarca en octubre de 1916 y, para evitar que fuera tomado intacto por el enemigo, el Kapitänleunant W. Schwieger hizo abandonar la nave a la tripulación, tras lo cual hizo detonar cargas que desfondaron la nave, quedando abandonada frente a la costa en torno a la posición 56°33′N 08°08′E / 56.550, 8.133.

## Descubrimiento
Clive Cussler reclamó para la National Underwater and Marine Agency (NUMA) la localización del pecio de la época del U-20 de la Primera Guerra Mundial en 1984.